# Temporada 1899-1900 del Liceu
La temporada 1899-1900 va rebre amb entusiasme la següent estrena de Wagner al Liceu, Tristan und Isolde. Com ja havia passat amb Die Walküre, el teatre va manifestar una especial preocupació per l'aspecte tècnic i va enviar l'escenògraf a Bayreuth i a Múnic. Però no tothom va estar d'acord amb algunes de les solucions adoptades en aquest aspecte, encara que aquest aspecte i el fet que Isaac Albéniz, que havia començat a preparar l'orquestra, abandonés aquesta tasca, són detalls que es perden de vista davant l'acollida delirant dispensada a aquest drama musical que des del primer dia es convertí en l'obra wagneriana predilecta de la majoria dels catalans.
| Temporada 1899-1900 del Liceu |                           |                  |                   | |           |                |
| Òpera                         | Compositor                | Director musical | Director d'escena | Papers principals | Producció | Dates          |
| Lohengrin                     | Richard Wagner            | Georges Marty    |                   | |           | 6 de novembre  |
| Tristan und Isolde            | Richard Wagner            | Édouard Colonne  |                   | Franco Cardinali, Ada Adini-Milliet, Leopoldo Cromberg, Eugenio Giraldoni, Erina Borlinetto, Dante Zucchi, Giuseppe Rossato, Conrad Giralt                                    |           | 8 de novembre  |
| La bohème                     | Giacomo Puccini           |                  |                   | Josefina Huguet,/Maria Cavallini/Maria Martelli, Rosina Storchio, Alessandro Bonci/Edoardo Garbin, Achille Moro, Francesc Puiggener, Francesco Navarrini, Alessandro Polonini |           | 15 de novembre |
| Mignon                        | Ambroise Thomas           |                  |                   | Rosina Storchio, Jeanne Leclerc, Emilio Engel, Francesco Navarrini, Alessandro Polonini                                                                                       |           |                |
| Lohengrin                     | Richard Wagner            |                  |                   | Ada Adini-Milliet, Engel, Marty, Erina Borlinetto, Eugenio Giraldoni/Achille Moro                                                                                             |           | 9 de desembre  |
| Faust                         | Charles Gounod            |                  |                   | Rosina Storchio, Ramona Galan, Alessandro Bonci, Francesco Navarrini |           | desembre       |
| Manon                         | Jules Massenet            |                  |                   | Rosina Storchio, Edoardo Garbin, Achille Moro, Alessandro Polonini |           | gener          |
| Samson et Dalila              | Camille Saint-Saëns       |                  |                   | Ada Adini-Milliet, Valentino Duc |           | gener          |
| Carmen                        | Georges Bizet             |                  |                   | Elena Fons, Rina Giachetti/Luisa Garcia Rubio, Angelo Angioletti, Carlo Buti, Giulio Rossi, Gaetano Mazzanti                                                                  |           | abril          |
| Fedora                        | Umberto Giordano          |                  |                   | Adelina Stehle, Rina Giachetti, Edoardo Garbin, Carlo Buti, Antonio Volponi                                                                                                   |           | abril          |
| Iphigénie en Tauride          | Christoph Willibald Gluck |                  |                   | Elisa Petri, Edoardo Gluck, Ignazio Tabuyo, Giulio Rossi |           | abril          |
| Aida                          | Giuseppe Verdi            |                  |                   | Hariclea Darclée, Conxita Dahlander, Valentino Duc, Ignazio Tabuyo, Giulio Rossi, Oliveras Eliseo                                                                             |           | maig           |
| La Bohème                     | Giacomo Puccini           |                  |                   | Adelina Stehle, Rina Giachetti, Edoardo Garbin, Riccardo Achilli, Giulio Rossi, Gaetano Mazzanti                                                                              |           | maig           |